# フランク・ヘガティ
フランク・ヘガティ（Francis Anthony (Anton) Frank Hegarty、1892年12月14日 - 1944年8月10日）は、イギリスの陸上競技選手である。 彼は、1920年に開催されたアントワープオリンピックのクロスカントリー団体競技で銀メダルを獲得した。

## 経歴
ヘガティはアントワープオリンピックで、クロスカントリー個人及び団体に出場している。クロスカントリーでは個人5位に入り、国ごとに争う団体競技ではイギリスチーム上位3人（他の2人は個人4位のジェイムズ・ウィルソンと個人12位のアルフレッド・ニコルス）の順位合計が21点となり、1位のフィンランドチームの10点に続いて銀メダル獲得を果たした。
他に、アイルランド代表として2回クロスカントリー世界大会への出場経験があり、1920年の大会では12位、1921年の大会では28位の成績を残した。彼は、1944年に交通事故に遭い死去している。